# Pâte à tartiner au spéculoos
La pâte de spéculoos, la pâte à tartiner au spéculoos ou le spéculoos à tartiner est une pâte à tartiner au spéculoos. L'idée de la pâte à tartiner au spéculoos est généralement attribuée à Oma Wapsie, pseudonyme de la Hollandaise Rita, qui a publié la recette sur son site Internet en 2002.

## Commercialisation
En 2007, l'idée de la pâte à tartiner au spéculoos est devenue connue grâce au programme d'invention De Bedenkers sur la chaine flamande Één. Dans ce programme, deux personnes, séparément l'une de l'autre, ont suggéré des pâtes au spéculoos. Les pâtes de la responsable marketing Els Scheppers ont terminé en finale tandis que les pâtes du chef Danny De Maeyer, qui avait déjà obtenu un brevet pour son invention, ont été qualifiées par le jury de moins bonnes. Une différence entre les deux est que la version de De Maeyer contenait directement un mélange d'épices tandis que celle de Scheppers est à base de spéculoos Lotus, qui ne contient que de la cannelle comme épice.
La pâte de De Maeyer a été lancée sur le marché en novembre 2007 sous le nom de Speculla. La pâte  de Scheppers a été lancée sur le marché au printemps 2008 sous le nom de Lotus Speculoos à tartiner. Celui-ci est devenu rapidement un succès commercial pour Lotus. Lotus a acheté le brevet à De Maeyer en 2009.
Le 20 janvier 2011, le tribunal de commerce de Gand a annulé le brevet, en raison de la présence antérieure de la recette sur le site de recettes néerlandais Oma Wapsie.

## Exportation
En Allemagne, le produit est appelé Spekulatiuscreme, comme indiqué dans le manuel Alles Klar publié par Van In (nl). En anglais, ils parlent de Cookie Butter.